# 살수차
살수차(撒水車, water truck or water tanker) 또는 물자동차는 도로 등을 청소하기 위해 일정 압력으로 물을 뿜어낼 수 있는 차이다. 주로 트럭에 물탱크를 싣고(적재장치) 호스로 물을 뿌리는 장치(살수장치)로 이루어져 있다. 고압으로 터널 등을 청소할 수 있도록 고안된 차도 있다.

## 시내용 살수차
시내살수차(City Sprinkler) 또는 시내용 물자동차는 도로 등을 청소하기 위해 일정 압력으로 물을 뿜어낼 수 있는 차이다. 주로 트럭에 물탱크를 싣고(적재장치) 호스로 물을 뿌리는 장치(살수장치)로 이루어져 있다. 고압으로 터널 등을 청소할 수 있도록 고안된 차도 있다.

### 개요
울산광역시에서는 2003년에 경동살수차를 설립해 초기에는 4.5톤부터 16톤급의 살수차를 굴렸으나, 이후 2011년 ~ 2014년에 메르세데스-벤츠 악트로스를 출고해 19.5톤부터 26톤급의 살수차를 굴리는 중이다. 현재 울산 살수차 1400대 가운데 현대자동차나 타타대우상용차는 단 1대도 다니지 않기 때문이며, 수입 모델인 주로 메르세데스-벤츠나 볼보트럭이 다니고 있는 중이다. 또한, 물 적재 기준으로 물 용량이 3,000리터를 넘기 때문에 반드시 1종 살수차가 있어야지 운전을 할 수 있다. 2023년 8월 25일에 1965호가 볼보 FH로 대차되고 이듬해인 10월 13일에는 1865호가 메르세데스-벤츠 아록스로 대차될 가능성이 높을 예정이며, 경동살수차는 현대 슈퍼트럭과 대우 차세대 트럭을 굴렸던 회사이다.

### 정류장 정차 방법
울산광역시에는 살수차 정류장에 저수조를 설치했으며, 저수조에 물이 없거나 물 용량이 꽉 찼으면 살수차 정차를 하지 않는다. 저수조에서 물을 최대 700리터까지 운반하고 다음 정류장에 물을 최대 700L까지 운반을 하게 된다. 종점에 도착하면 저수조에서 최대 실은 물을 하차하고 다음 노선을 운행하게 된다.

### 여담
- 한국특장차에서 메르세데스-벤츠 악트로스 (살수차)와 메르세데스-벤츠 아록스 (살수차)를 출시하였다.
- 경동살수차에서 1851호가 울산 최초의 오토 살수차로 출고되었다.
- 대양살수차에서 2190~2193호가 울산 최초의 16톤 살수차로 출고되었다.

## 같이 보기
- 방수차 - 살수차는 주로 청소 목적 차를 가리키고, 방수차는 화재 또는 시위 진압을 위해 물대포가 설치된 차량을 가리키는 말이지만, 방수차를 살수차라고 부르는 경우도 흔하다.